# Панель керування Windows
Панель керування (англ. Control Panel) — частина користувацького інтерфейсу Microsoft Windows. Вона дозволяє виконувати основні дії з налаштування системи, такі, як додавання та налаштування пристроїв, установлення і видалення програм, керування обліковими записами, вмикання спеціальних можливостей, а також багато інших дій, пов'язаних з управлінням системою. Аплети (значки) Панелі керування, за допомогою яких можна виконувати певні системні дії, є файлами з розширенням .cpl. Більшість таких файлів розташована в системних теках C:\Windows\System32 і C:\Windows\winsxs (в підтеках цієї теки). Кожен такий аплет запускає системну утиліту, яка виконує відповідну дію з налаштування або керування операційною системою. Більшість аплетів у Панелі керування співвідносяться з певними системними утилітами виробництва Microsoft, але в деяких випадках сторонні виробники також додають свої значки в Панель керування Windows 7 для зручнішого керування відповідним програмним або апаратним продуктом. Вперше Панель керування з'явилася у Windows 2.0. Багато з аплетів, що нині існують, додані з новими релізами операційної системи. Згодом аплетів стало досить багато, і це спонукало до сортування їх за категоріями. Тепер користувач може самостійно вибирати зручний для нього режим перегляду.
У Windows 8, а потім і в Windows 10 з'явився застосунок «Параметри», що заміняє Панель керування (яка в системі при цьому залишилася). У Windows 10 деякі функції, такі як Персоналізація або Властивості системи, частково або повністю переміщено в «Параметри», і вони більш не працюють у Панелі керування. У майбутньому Microsoft планує повністю відмовитися від Панелі керування на користь цього застосунка.

## Отримання доступу до Панелі керування
Доступ до панелі керування здійснюється різними способами:
1. З теки «Стандартні — Windows» у меню «Пуск»;
2. За допомогою пункту «Панель керування» в правій частині меню «Пуск». Є можливість налаштувати відображення пункту у вигляді меню, посилання або зовсім приховати (Windows XP — Windows 7);
3. З контекстного меню кнопки «Пуск» (Windows 8 — Windows 10 (до Creators Update));
4. За допомогою команди control або control.exe, викликаної у вікні консолі;
5. Панель керування у вигляді випадного меню може бути доступною в панелі навігації Провідника Windows 7.

## Налаштування вигляду Панелі керування
В останніх версіях Windows Панель керування має два подання.
- Дрібні або великі значки. У вікні Панелі керування видно всі аплети, відсортовані за алфавітом.
- Категорії. Всі аплети відсортовано в подібні за функціональністю групи налаштувань. Щоб отримати доступ до налаштувань з певної групи, слід вибрати відповідну категорію.

В Панелі керування Windows 7 є 8 категорій налаштувань:
1. Система й безпека
2. Мережа й Інтернет
3. Устаткування та звук
4. Програми
5. Облікові записи та безпека сім'ї
6. Оформлення та персоналізація
7. Годинник, мова та країна/регіон
8. Легкий доступ.

Перемикання між доступними режимами перегляду здійснюється за допомогою посилання «Перегляд» у правому верхньому кутку вікна Панелі керування. За допомогою неї ж є можливість вибрати великий або дрібний розмір значків.

## Доступ до окремих елементів Панелі керування
1. Простий доступ. Для багатьох утиліт з Панелі керування Windows 7 існують альтернативні шляхи доступу. Наприклад, доступ до аплету «Персоналізація» можна отримати, клацнувши мишею в будь-якому вільному місці Стільниці Windows 7 і вибравши відповідний пункт у контекстному меню. Також можна створити ярлик для будь-якого аплету панелі керування та помістити його в будь-якому зручному місці інтерфейсу користувача (наприклад, у списку часто використовуваних застосунків головного меню, на Панелі завдань, Стільниці або в будь-якій теці.
2. Доступ за допомогою CPL-файлів. Необхідно ввести повну назву такого файлу в консолі і натиснути Enter. При цьому запуститься відповідний компонент операційної системи.
3. Доступ за допомогою канонічних назв. Канонічна назва — це назва потрібного вам компонента англійською мовою з префіксом Microsoft, без використання пропусків і кутових дужок. У такому випадку в вікно консолі слід увести команду такого синтаксису: control /name Microsoft.<АнглійськаНазваЗавдання>.
4. Максимальна панель керування або Режим бога. Це доступу до всіх без винятку завдань Панелі керування Windows 7 в одному місці, зручно відсортованих за категоріями. Для цього потрібно створити теку на Стільниці і назвати її будь-як, обов'язково використавши в назві теки ідентифікатор об'єкта, що викликається (CLSID). Після назви слід поставити крапку, а потім числовий ідентифікатор об'єкта у фігурних дужках, наприклад, GodMode.{ED7BA470-8E54-465E-825C-99712043E01C} або Моя панель керування.{ED7BA470-8E54-465E-825C-99712043E01C}. За необхідності таку теку можна переміщати і видаляти. Аналогічно, за допомогою ідентифікаторів зі системного реєстру, можливе виведення не всіх, але лише деяких завдань Панелі керування.